# Berserk
Berserk (Nhật: ベルセルク Hepburn: Beruseruku) là loạt manga Nhật Bản do Miura Kentaro lên ý tưởng và minh họa. Bối cảnh trong Berserk là một thế giới kỳ ảo đen tối lấy cảm hứng từ châu Âu thời Trung Cổ. Cốt truyện chủ yếu xoay quanh Kiếm Sĩ Đen Guts, người từng là lính đánh thuê đơn độc; và Griffith, thủ lĩnh của băng lính đánh thuê Quân đoàn Chim ưng (鷹の団 Taka no dan). Miura ra mắt tập truyện one-shot mang tên Berserk: The Prototype vào năm 1988. Bộ truyện bắt đầu được đăng dài kỳ vào năm 1989 trên tạp chí Monthly Animal House (hiện không còn hoạt động) của nhà xuất bản Hakusensha, sau đó chuyển sang tạp chí bán nguyệt san Young Animal cũng của Hakusensha vào năm 1992. Kể từ đó, Berserk tiếp tục được xuất bản một cách không liên tục cho đến ngày nay. Miura qua đời vì bị tách thành động mạch chủ vào tháng 5 năm 2021. Ngày 10 tháng 9 năm 2021, hồi 364 được phát hành tại tạp chí "Young Animal" số 18 và trở thành hồi đầu tiên ra mắt sau khi tác giả của "Berserk" qua đời. Ngày 7 tháng 6 năm 2022, nhà xuất bản Hakusensha thông báo chính thức tái đăng tải dài kỳ tác phẩm bắt đầu từ số thứ 13 của tạp chí "Young Animal", ra mắt ngày 24 tháng 6 năm 2022. "Berserk" sẽ tiếp tục được minh họa bởi Studio Gaga dưới sự giám sát của họa sĩ Mori Kouji.
Oriental Light and Magic lần đầu chuyển thể Berserk thành loạt anime truyền hình dài 25 tập, phát sóng từ tháng 10 năm 1997 đến tháng 3 năm 1998. Series anime này có bao gồm cả một phần arc Black Swordman và gần như toàn bộ arc Golden Age. Về sau, arc Golden Age cũng được chuyển thể thành bộ ba anime điện ảnh. Hai phim đầu tiên công chiếu vào năm 2012, phần phim thứ ba công chiếu vào năm 2013. Phiên bản chuyển thể anime gần nhất của Berserk được phát sóng từ tháng bảy năm 2016 đến tháng sáu năm 2017, bao gồm 2 đợt phát sóng với tổng cộng 24 tập phim. Đợt công chiếu đầu tiên có nội dung chuyển thể nội dung của arc Conviction trong khi đợt công chiếu tiếp theo chuyển thể phần đầu của arc Millennium Falcon.
Tính đến tháng 5 năm 2021, manga Berserk đã phát hành được hơn 50 triệu bản, bao gồm cả phiên bản kỹ thuật số, khiến nó trở thành một trong những bộ manga bán chạy nhất mọi thời đại. Tại Giải thưởng Văn hóa Tezuka Osamu lần thứ 6 vào năm 2002, bộ manga đã được trao giải ở hạng mục Giải thưởng cho sự xuất sắc. Berserk nhận được nhiều sự hoan nghênh, lời khen ngợi chủ yếu hướng vào bối cảnh đen tối, lối kể chuyện, nhân vật và phong cách vẽ tỉ mỉ của Miura.

## Cốt truyện
Guts là một đứa trẻ sinh ra dưới cái xác bị treo cổ của mẹ ruột, được nhận nuôi bởi Shisu - người đã lâm bệnh nặng và qua đời ba năm sau đó. Người tình của Shisu là Gambino tiếp tục nuôi dạy và rèn luyện anh trở thành lính đánh thuê. Vào một ngày nọ, Gambino nổi cơn điên và có ý định giết Guts. Guts chống trả lại và vô tình giết chết Gambino như một hành động tự vệ. Guts bỏ trốn khỏi băng của Gambino và trở thành lính đánh thuê nay đây mai đó, cho đến một ngày anh lọt vào mắt xanh của Griffith, thủ lĩnh đẹp mã của băng đánh thuê "Quân đoàn Chim ưng". Griffith buộc Guts phải nhập băng sau khi anh đánh bại Guts bằng chính đôi tay mình. Guts thăng tiến rất nhanh và trở thành chiến binh xuất sắc nhất dưới trướng Griffith. Trong khoảng thời gian này, Guts được biết Griffith có mang theo mặt dây chuyền bí ẩn gọi là Behelit, ngoài ra anh còn biết rằng Griffith nuôi hoài bão trị vì một vương quốc do riêng mình tạo ra. Những năm sau đó, Quân đoàn Chim ưng gặt hái được nhiều thành công, nổi tiếng như những hung thần chiến trường. Do đó, vương quốc Midland đã quyết định thuê Quân đoàn Chim ưng. Quân đoàn Chim ưng chạm trán với sinh vật bất diệt quái dị là Nosferatu Zodd, Guts và Griffith chỉ được Zodd buông tha khi nó phát hiện ra Griffith có mang theo Behelit đỏ thẫm. Sự kiện bước ngoặt tiếp theo là vương quốc Midland thuê Quân đoàn Chim ưng. Băng nhóm đã giúp vương quốc Midland giành chiến thắng trong cuộc chiến Trăm Năm chống lại Đế quốc Tudor. Quân đoàn Chim ưng được phong làm hiệp sĩ của Midland. Cũng trong khoảng thời gian đó, Guts dần hình thành nên mối quan hệ lãng mạn với Casca, chỉ huy đơn vị của Griffith. Casca cũng là thành viên nữ duy nhất của Quân đoàn Chim ưng. Guts tình cờ nghe được Griffith nói rằng anh ta chỉ coi ai đó là người bạn thật sự nếu họ có ước mơ của riêng mình. Khi biết điều đó, Guts rời băng sau khi đánh bại Griffith trong một trận đấu tay đôi. Griffith trở nên trống rỗng sau sự kiện này, và hủy hoại cơ hội thăng tiến của mình khi dám gạ gẫm công chúa Charlotte. Nhà vua giam cầm và tra tấn anh, còn Quân đoàn Chim ưng thì bị quân đội Midland truy lùng. Trong đêm đầu tiên rời khỏi Quân đoàn Chim ưng, Guts đã gặp một sinh vật bí ẩn mà anh gọi là "Hiệp sĩ đầu lâu" và được ông ta cảnh báo về một sự kiện "thiên thực" sẽ xảy ra sau đó tròn một năm. Sau đó, Guts dành cả năm tiếp theo để luyện kiếm thuật và tìm ước mơ của riêng mình. Sau khi biết tin về việc Midland đang săn đuổi Quân đoàn Chim ưng, Guts tạm thời quay trở lại Quân đoàn và giúp những thành viên còn sót lại giải cứu Griffith chỉ để phát hiện ra rằng Griffith đã tàn tật và không thể nói được.
Griffith vô tình kích hoạt Behelit, mở đầu một sự kiện được gọi là "thiên thực". Gần như cả Quân đoàn Chim ưng bị dịch chuyển đến một không gian khác, nơi họ chạm trán với những chúa quỷ được gọi là "God Hand". God Hand thúc giục Griffith nhập hội với họ và thực hiện tham vọng của mình. Để làm được điều này, Griffith buộc phải hiến tế đồng đội của mình cho các "tông đồ" của God Hand. Tông đồ thực chất là con người sẵn sàng hiến tế người thân yêu của họ và từ bỏ nhân tính để trở thành những con ác quỷ đầy quyền năng. Mỗi thành viên của Quân đoàn Chim ưng đều bị khắc "dấu ấn hiến tế" lên cơ thể, thứ xác định họ là vật hiến dâng dành cho ác quỷ. Hầu hết thành viên trong băng đều bị lũ quỷ tàn sát. Griffith tái sinh thành "Femto", thành viên thứ 5 và cũng đồng thời là thành viên cuối cùng của God Hand. Hành động đầu tiên của Griffith khi trở thành quỷ là cưỡng hiếp Casca ngay trước mặt Guts. Guts bị mất đi con mắt phải và phải tự chặt cẳng tay trái của mình để trốn thoát, cố gắng giải cứu Casca trước khi bất tỉnh. Hiệp sĩ đầu lâu can thiệp vào sự kiện, giải cứu Guts và Casca thoát ra khỏi cõi chết và đưa họ quay trở lại thế giới vật chất. Tuy nhiên, Casca trở nên mất trí sau những gì đã trải qua. Guts biết rằng dấu ấn hiến tế mà anh và Casca nhận khiến họ trở thành con mồi cho những sinh vật siêu nhiên mỗi đêm. Guts bỏ lại Casca cho thợ rèn Godo, con gái ông Erika và Rickert chăm sóc. Rickert là thành viên Quân đoàn Chim ưng may mắn sống sót trước đó, cũng nhờ sự cứu giúp của Hiệp sĩ đầu lâu. Với một thanh kiếm mới và cánh tay giả chứa khẩu đại bác giấu kín, Guts bắt đầu săn lùng tông đồ và tìm Griffith để báo thù. Trong thời gian này, Guts còn phát hiện ra rằng đứa con mà anh có với Casca đã trở thành một bào thai dị hình do bị Femto cưỡng hiếp.
Hai năm sau, Guts đồng hành với một elf tên là Puck và được bào thai dị hình báo mộng về việc Casca chuẩn bị gặp nguy hiểm. Sau khi quay về ngôi nhà của Godo, Guts biết tin Casca đã đi lạc khỏi hang mỏ quặng của Godo và Rickert, điều này buộc Guts phải lên đường tìm kiếm cô. Guts sau đó đoàn tụ với Casca khi cô suýt chút nữa bị thiêu sống vì bị kết tội là phù thủy ở thành phố St. Albion. Tại đó, họ cùng với Puck và đạo tặc trẻ tuổi Isidro chạm trán với Farnese và Serpico, thành viên của Quân đoàn hiệp sĩ Holy Iron Chain thuộc tổ chức tôn giáo Tòa thánh. Nhóm Guts cùng với người dân tị nạn tại Albion phải trải qua một nghi lễ "nghìn năm có một" đầy kinh hoàng, kết thúc bằng việc God Hand Femto trở lại cõi vật chất bằng cách nhập thể thông qua một tông đồ hình quả trứng nuôi mộng "ấp ủ" nên thế giới hoàn mỹ, trở lại dưới hình dạng con người như Griffith khi xưa. Vị tông đồ này cũng tình cờ nuốt đứa trẻ dị dạng của Guts và Casca trước nghi lễ nhập thể của Griffith, từ đó khiến Griffith cũng ít nhiều chịu ảnh hưởng từ đứa bé. Puck đề xuất rằng Guts và Casca có thể an toàn nếu đến sống ở Elfhelm - quê nhà của Puck, vương quốc loài elf trong khi Hiệp sĩ đầu lâu cho rằng chúa tể loài elf có thể giúp chữa lành căn bệnh của Casca. Guts sau đó bắt đầu hành trình với những người bạn đồng hành mới của mình. Khi đến dinh thự Cây Linh Hồn do phù thủy Flora cai quản, bà tạo nên một bùa hộ mệnh giúp giảm ảnh hưởng của thứ dấu ấn gán lên người Guts và Casca. Cả nhóm cũng giúp đỡ đệ tử của bà là Schierke, cô bé phù thủy tập sự về sau cũng dạy Farnese học phép thuật. Griffith lập ra Quân đoàn Chim ưng thứ hai, cùng với Zodd và những tông đồ ác quỷ khác trong hàng ngũ chiến đấu chống quân xâm lược Kushan. Griffith giao chiến với tông đồ Ganiskha, cũng đồng thời là hoàng đế của Kushan. Cuộc chiến lên đến đỉnh điểm khi hoàng đế hóa thành một sinh vật khổng lồ, phát điên và hủy diệt bất cứ thứ gì ông ta nhìn thấy. Griffith hóa thành God Hand Femto, cùng Zodd bay về phía đỉnh của cơ thể khổng lồ mà Ganishka hóa thành. Hiệp sĩ đầu lâu bất ngờ xuất hiện, dùng thanh kiếm đặc biệt của mình tấn công Femto. Nhưng Femto đã biết trước điều này, dịch chuyển nhát chém về phía Ganishka và khiến hắn nổ tung, tạo làn sóng xung kích quét qua toàn thế giới, xóa mờ đi ranh giới giữa cõi trần tục và cõi tâm linh, khiến cho cả thế giới bước vào kỷ nguyên hỗn loạn.
Không còn gặp bất kỳ sự chống đối nào, Griffith nghiễm nhiên xây dựng được vương quốc của riêng mình mang tên dưới sự chứng giám của nữ hoàng Charlotte và Giáo hoàng Tòa Thánh. Anh gây dựng nên thành phố Falconia để cung cấp cho nhân loại nơi trú ẩn khỏi các cuộc tấn công ngày càng gia tăng của những quái thú thần thoại. Người dân không nhận ra rằng người trị vì mới của họ thực ra cũng nằm trong số đó. Cùng thời điểm đó, Guts và đồng đội dong buồm hướng đến Elfhem và thường xuyên gặp cậu bé ánh trăng. Sau khi trải qua trận chiến một mất một còn với Thần Biển, nhóm của Guts đã đến được Elfhem, trên hòn đảo Skellig. Nữ vương của loài elf là Danann đã giúp đỡ Farnese và Schierke du hành vào giấc mơ của Casca để giúp Casca phục hồi tâm trí. Dù vậy, ngay cả khi khôi phục ký ức, Casca vẫn chưa thể vượt qua chấn thương tâm lý do sự kiện thiên thực gây ra. Mỗi khi nhìn thấy Guts, cô thường khụy xuống hoặc nhớ về những người đồng đội đã khuất. Cùng lúc đó, Farnese và Schierke bắt đầu luyện tập cùng với phù thủy tập sự khác sống tại Skellig. Guts tái ngộ Hiệp sĩ đầu lâu trên đảo, ông nói với anh rằng không phải lúc nào đoạn kết của cuộc hành trình cũng là niềm vui. Anh cũng được trải nghiệm những ký ức về một sự kiện thiên thực thực bí ẩn của Hiệp sĩ đầu lâu được bộ giáp kẻ cuồng nộ lưu lại. Griffith tiếp tục lãnh đạo quân đội mới bao gồm con người và "ác quỷ chiến tranh" chống lại binh đoàn jotunn sinh ra từ ảnh hưởng của cuộc chiến giữa anh và Ganiskha. Sau khi giành thắng lợi trở về, Griffith tham gia họp hội đồng với giới quý tộc Falconia trước khi đột nhiên biến mất vào tối hôm đó. Cùng lúc đó, Guts gặp lại cậu bé ánh trăng ở Elfhelm...

## Quá trình sáng tạo

Tác giả Miura Kentaro và tranh phác thảo nhân vật Guts

Miura bắt đầu xây dựng ý tưởng phát triển Berserk từ khá sớm. Trong thời gian ngắn làm trợ lý đặc biệt cho Morikawa Jōji vào năm 18 tuổi, những bức vẽ ban đầu về hình tượng Kiếm Sĩ Đen Guts đã được ông phác thảo. Morikawa đã chia sẻ rằng ông được Miura cho xem những bức tranh khắc họa một chiến binh đen tối sở hữu một dấu ấn lạ kỳ, cầm một thanh kiếm khổng lồ và bên cạnh là một cậu . Bốn năm trước khi hợp tác với Hakusensha, Miura cũng từng gửi bản thảo đến một tạp chí shōnen manga nhưng bị từ chối. Nguyên nhân ông không cộng tác được với tạp chí shōnen là vì lúc đó ông cảm thấy mình không đủ năng lực và tạp chí ấy cũng không mặn mà gì với việc xuất bản một tác phẩm thuộc thể loại khoa học viễn tưởng hoặc kỳ ảo Năm 1988, khi làm việc với Buronson trong bộ manga có tựa đề Ōrō, Miura đã gửi bản thảo của one-shot Berserk:The Prototype cho Gekkan ComiComi của Hakusensha. Nguyên mẫu dài 48 trang này thắng Giải thưởng Manga-School lần thứ 7 của ComiComi. Berserk bắt đầu đăng nhiều kỳ trên tạp chí Monthly Animal House của Hakusensha từ tháng 10 năm 1989. Lúc bấy giờ, tạp chí này đang trên bờ vực phá sản nên Miura thường phải làm việc với nhiều biên tập viên khác nhau, thay đổi liên tục trước khi gặp lại biên tập viên đầu tiên - Akira Shimada. Miura bình luận rằng ông bắt đầu loạt manga này với tư cách là tác phẩm dài kỳ đầu tiên trong sự nghiệp nên ông chưa bao giờ có cơ hội nhận nhiều lời chỉ trích từ các biên tập viên.
Miura kể rằng cảm hứng cho tiêu đề của bộ truyện thực chất không quá rõ ràng vào thời điểm sáng tác. Lúc bấy giờ, khái niệm về những chiến binh cuồng nộ - berserker trong những saga của Iceland gần như chưa được biết đến tại Nhật Bản cho nên ông cũng không hề biết đến họ. Ông cũng không lên kế hoạch từ trước cho Bộ Giáp Cuồng Nộ (Berserker Armor) ở hồi truyện 222. Mặc dù lúc đầu không hiểu từ berserk. Do vậy, ông chọn tựa đề cho tác phẩm dựa trên từ berserk chỉ đơn giản là vì ông nghĩ rằng "âm hưởng bí ẩn của nó sẽ khá phù hợp với câu chuyện". Miura nói rằng tiêu đề của bộ truyện có sự liên kết với hình ảnh của Guts, vốn lấy cảm hứng từ hình tượng người anh hùng tăm tối đang hừng hực khí thế trả thù của nhân vật Max Rockatansky trong phim Mad Max. Ông giải thích rõ rằng Berserk là tiêu đề hoàn hảo đại diện cho vũ trụ của tác phẩm vì nó phản ánh sự điên cuồng của anh hùng đen tối nung nấu ý định báo thù, trút cơn thịnh nộ lên những kẻ thù có sức mạnh áp đảo. Theo Miura, bối cảnh kỳ ảo đen tối của manga lấy cảm hứng từ bộ phim Conan the Barbarian (1982), Excalibur (1981) và series Elric of Melniboné. Miura khẳng định rằng ông không coi kỳ ảo đen tối là một thể loại riêng biệt, mà là cho rằng nó chỉ là một thành tố thuộc thể loại kỳ ảo nói chung mà thôi. Ông bình luận rằng bên ngoài Nhật Bản có những tác phẩm kỳ ảo lớn, chẳng hạn như Chúa tể của những chiếc nhẫn cũng có chứa đựng yếu tố đen tối. Ở Nhật Bản, thể loại kỳ ảo cũng trở nên phổ biến bởi trò chơi điện tử như Dragon Quest nhưng đối tượng hướng tới là trẻ em nên đã cắt bỏ đi yếu tố đen tối. Tuy nhiên, Miura chịu ảnh hưởng từ tiểu thuyết trước khi chịu ảnh hưởng từ game nên ông "đã dấn thân vào kỳ ảo đen tối một cách vô cùng tự nhiên".
Theo Miura, tiểu thuyết Guin Saga của nữ nhà văn Kaori Kurimoto Hokuto no Ken của Buronson và Hara Tetsuo là những tác phẩm có tầm ảnh hưởng lớn nhất đến Berserk, góp phần định hướng phát triển phong cách nghệ thuật của ông. Miura cũng đề cập đến họa sĩ diễn hoạt kiêm mangaka Yasuhiko Yoshikazu cùng với mangaka Hosono Fujihiko là những người ảnh hưởng đến phong cách nghệ thuật của ông. Bộ truyện Violence Jack của Nagai Go và Guin Saga của Kurimoto Kaoru là nguồn cảm hứng cho bầu không khí và cốt truyện của Berserk. Ranpou của Uchizaki Masatoshi đóng vai trò là nguồn tham khảo cho nền cảnh. Miura cũng bộc bạch rằng Dodoro của Tezuka Osamu là bộ manga mà ông yêu thích, và ông muốn tạo ra một tác phẩm kỳ ảo có yếu tố đen tối, "hỗn độn" và tràn ngập yōkai. Loạt phim sử thi không gian Chiến tranh giữa các vì sao cũng có ảnh hưởng rất sâu đậm đến Berserk, Miura nói thêm rằng ông học tập những kiến thức cơ bản về kể chuyện từ George Lucas và gọi bộ phim cùng tên năm 1977 là tác phẩm mà ông yêu thích. Miura còn bình luận về tác động của shōjo manga đối với Berserk, nói rằng nó giúp cho "việc bộc lộ cảm xúc được thể hiện một cách mãnh liệt". Miura cũng đề cập đến ảnh hưởng từ Ōshima Yumiko, đồng thời nói thêm rằng chuyển thể anime của Versailles no Bara và Ace o Nerae! do Dezaki Osamu đạo diễn đã truyền cảm hứng cho ông đọc manga Versailles no Bara và tác phẩm của Takemiya Keiko.
Một số khía cạnh của Guts (tính cách và thiết kế) một phần lấy cảm hứng từ người bạn thời trung học và sau này là mangaka đồng nghiệp Mori Kōji, từ nhân vật Max Rockatansky, từ vai diễn của Rudger Hauer trong phim Flesh and Blood, Blade Runner, The Hitcher hayThe Blood of Heroes. Cánh tay giả có gắn đại bác của Guts mượn ý tưởng từ nhân vật Hyakkimaru của Dororo và nhân vật chính cùng tên của manga Cobra. Thanh Kiếm Giết Rồng của Guts là sự kết hợp giữa nhân vật chính Kurt trong manga Pygmalio của Wada Shinji và minh họa về người khổng lồ vác kiếm trong spin-off của Guin Saga là The Snow Queen. Miura bình luận rằng khi vẽ Kiếm Giết Rồng, ông muốn mô phỏng hiệu ứng "cú đấm bay ra khỏi trang giấy" của Kenshiro và Raoh trong Hokuto no Ken, nhưng ông cảm giác rằng thanh kiếm của Guts không cùng sức nặng như nắm đấm. Do đó, ông muốn truyền cảm giác "kéo dài một cách thực tế" của thanh kiếm, tương tự như mô tả về môn phái Hokuto Shinken trong Hokotu no Ken, và khiến nó trở nên giống như thật trong mắt độc giả. Miura nói rằng "kiếm sĩ đen" Guts là điều ông nghĩ ra đầu tiên, nhưng ông không có bất kỳ ý tưởng gì về việc backstory của nhân vật này sẽ ra sao. Ông tập trung vào việc phát triển nhân vật cho đến khoảng tập 3 và tập 4 thì mới bắt đầu lên ý tưởng về động lực để Guts báo thù.
Phong cách hội họa của Miura cũng được truyền cảm hứng bởi rất nhiều họa sĩ khác nhau. Cách thiết kế bản phân cảnh được ông học hỏi từ chính cha mình - người từng nhiều năm thiết kế bản phân cảnh cho các nhãn hàng quảng cáo trên TV. Kỹ thuật bố cục trang vẽ được ông học tập từ mangaka Otomo Katsuhiro. Khía cạnh đồ họa, âm hưởng nét vẽ chịu tác động từ Kiyoshi Nagai. Ông cũng từng bắt chước tranh của Gakken, Mizushima Shinji, Hijiri Rei, Matsumoto Leiji, Hagio Moto hay Terasawa Buichi... khi còn nhỏ như một cách luyện tập. Lên trung học, ông muốn cách vẽ giàu chất hiện thực hơn nên chuyển sang bắt chước tranh của Ohrai Noriyoshi, Kato Naoyuki... Sau giai đoạn này, ông chuyển sang tập vẽ cơ thể con người bằng cách tầm hình giải phẫu học trong các cuốn sách của Thomas R.Gest.
Độc giả của Berserk không còn lạ gì với tình trạng gián đoạn thường xuyên và kéo dài, bắt đầu từ cuối năm 2006. Sau đợt gián đoạn dài 10 tháng kể từ tháng 9 năm 2014, manga phát hành trở lại vào tháng 7 năm 2015, và cho đến tháng 12 cùng năm, nó được xuất bản hàng tháng trước khi trở lại với lịch trình thất thường. Berserk tiếp tục xuất bản hàng tháng từ tháng 6 đến tháng 9 năm 2016 trước khi bước vào đợt gián đoạn khác. Manga phát hành trở lại từ tháng 3 đến tháng 6 năm 2017, sau đó xuất bản hàng tháng từ tháng 12 năm 2017 đến tháng 5 năm 2018. Bốn tháng sau, một hồi khác được xuất bản vào tháng 8 năm 2018, trước khi bước vào đợt gián đoạn dài 8 tháng. Năm 2019 có 2 hồi lần lượt ra mắt vào tháng 4 và tháng 8. Năm 2020 có 3 hồi xuất bản lần lượt vào tháng 4, tháng 7 và tháng 10. Năm 2021 chỉ có 1 hồi xuất bản vào tháng 1. Ngày 20 tháng 5 năm 2021, Hakusensha thông báo rằng Miura qua đời ở tuổi 54 do bị tách thành động mạch chủ cấp tính vào ngày 6 tháng 5. Điều này khiến cho tương lai của bộ manga lúc bấy giờ rơi vào tình trạng bỏ ngỏ. Ngày 12 tháng 8 năm 2021, nhà xuất bản Hakusensha có thông báo chính thức rằng hồi 364 của Berserk sẽ được đăng trên Young Animal vào ngày 10 tháng 9 cùng năm. Số ra thứ 18 này sẽ là số ra "tưởng niệm" Miura, bao gồm một cuốn sách nhỏ đặc biệt với tựa đề "Thông điệp gửi đến Miura Kentaro" và áp phích về "những cảnh tượng làm nên tên tuổi" của manga. Ngày 7 tháng 6 năm 2022, Hakusensha thông báo sẽ tái đăng tải dài kỳ Berserk bắt đầu từ số 13 của tạp chí Young Animal ra mắt vào ngày 24 tháng 6 năm 2022. Tác phẩm sẽ được minh họa bởi đội ngũ trợ lý của Miura - Studio Gaga dưới sự giám sát của người bạn thân và đồng thời là người đồng nghiệp lâu năm - họa sĩ Mori Kouji.

## Chủ đề

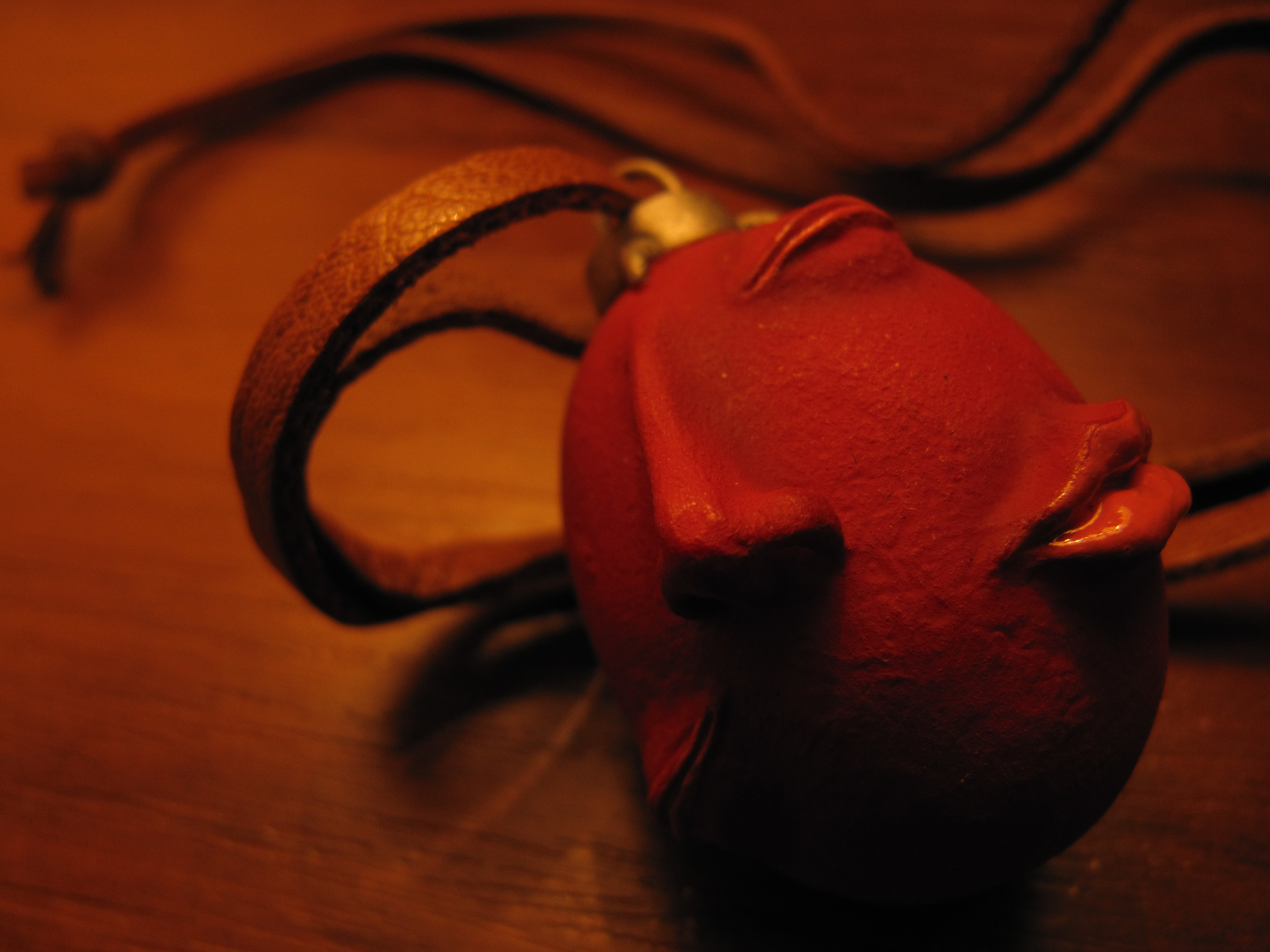
Behelit là yếu tố quan trọng quyết định số phận của nhân vật trong Berserk

Ý chí tự do, định mệnh và nhân quả là chủ đề được bàn luận nhiều trong Berserk. Sự tranh đấu kiên cường của con người cũng là một chủ đề thường gặp trong series: nhiều nhân vật có hoàn cảnh éo le, phải liên tục đấu tranh để chống lại thế giới bất công. Guts luôn luôn tranh đấu để khẳng định quyền tự định đoạt số phận của mình. Griffith cũng thể hiện ý chí kiên cường này khi theo đuổi giấc mơ tạo nên vương quốc của riêng mình, bất chấp xuất thân hèn kém.
Bộ truyện còn khám phá về bản chất và đạo đức con người. Khi nhân vật bị đẩy vào đường cùng, liệu họ có tiếp tục tranh đấu để giữ gìn nhân tính hay sẽ trở nên điên loạn và biến thành ác quỷ. Guts ở đầu câu chuyện được khắc họa là một phản anh hùng, sẵn sàng tàn sát không ghê tay và thờ ơ với những người xung quanh. Với Guts, luân lý đạo đức chỉ là cái tương đối, giữa phải và trái chỉ là ranh giới lờ mờ, trắng đen lẫn lộn. Anh không có ý định trở thành anh hùng chính nghĩa hay xả thân giúp đỡ người yếu thế. Tuy nhiên, theo mạch phát triển của câu chuyện, sự thật tiết lộ rằng Guts thực ra là người có mâu thuẫn nội tâm sâu sắc. Guts có một quá khứ đầy bi kịch và đau thương, arc Golden Age chứng tỏ rằng anh là một nhân vật phức tạp hơn những gì mọi người nghĩ. Về phần Griffith, Anne Lauenroth của Anime News Network viết rằng Griffith "không hẳn là kẻ xấu xa", nhưng "quá ngạo mạn và thực tế một cách tàn nhẫn về bản chất con người, nhưng trên hết, anh là kiểu người mà Guts muốn sánh vai."
Tình bạn, tình yêu và mối quan hệ giữa người với người là những chủ đề khác cũng được Miura quan tâm khai thác. Thời thơ ấu, Guts đã đánh mất niềm tin vào việc gắn bó với một nhóm người sau khi phải trải qua những ký ức không mấy tốt đẹp với đội quân đánh thuê của Gambino. Tuy nhiên, trong khoảng thời gian mà Guts đồng hành cùng Griffith và Ưng Đoàn, tình bạn khăng khít, gắn bó sâu sắc giữa anh mà những người đồng đội đã được hình thành, giúp anh trưởng thành hơn, biết quan tâm đến người khác hơn. Miura kể rằng Quân Đoàn Chim Ưng được lấy cảm hứng từ chính trải nghiệm của ông về mối quan hệ với bạn bè thời trung học. Cụ thể hơn, ông đề cập rằng tình bạn của ông thời trung học với người sau này cũng trở thành mangaka là Mori Kōji phần nào đó đã truyền cảm hứng cho mối quan hệ bạn bè giữa Guts và Griffith, đôi khi ông giống Guts và ngược lại, đôi khi ông lại giống Griffith hơn. Jacob Chapman của Anime News Network cho rằng thông qua tình bạn, tham vọng của Guts nâng lên và Griffith bị hạ xuống. Cả hai bọn họ đều muốn hướng tới một tương lai mới, một tương lai mà họ có thể sánh vai cùng nhau và hi sinh nơi chiến trường. Tuy nhiên, họ đều từ chối tương lai này vì nỗi sợ của riêng họ. Guts nghĩ rằng mình "chưa đủ tốt" để có một tương lai hạnh phúc. Griffith thì cảm thấy khiếp sợ trước giấc mơ cao cả của mình sụp đổ xuống thành một thứ gì đó trần tục hơn. Miura cũng nói rằng câu chuyện về cuộc chiến giữa Guts và Griffith thể hiện sự thay đổi của họ sau khi hình thành tính cách mới.
arc Golden Age có thể được so sánh với một vở bi kịch Hy Lạp. Theo Lauenroth, harmatia của Griffith nằm ở cách mà anh tách mình khỏi cảm giác tội lỗi và nỗi ô nhục có thể cản trở giấc mơ của mình, cũng như cách mà anh hành xử để kìm nén cảm giác đó. Câu độc thoại nội tâm của Griffith trong trận đấu tay đôi thứ hai với Guts: "Nếu không thể giữ cậu ấy ở đây, thì mình không màng đến chuyện gì nữa" đánh dấu một peripeteia của arc Golden Age. Khi Guts chạy vội đến để giải cứu Griffith đang ngồi trên hồ nước ngay trước Thiên thực, Griffith đạt đến khoảnh khắc anagnorisis khi nghĩ rằng "Cậu là người duy nhất... khiến tớ quên đi giấc mơ của mình".
Phản bội và báo thù là chủ đề xuyên suốt series. Gambino chỉ vì vài đồng bạc mà sẵn sàng phản bội Guts, bán Guts để cho tên lính khác có thể cưỡng hiếp anh do ông ta luôn chất chứa một nỗi hận thù với anh, cho rằng anh là nguồn cơn cho những nỗi mất máu mà ông ta phải gánh chịu. Sau đó, anh cũng tìm cách trả thù tên lính Donovan bằng cách ám hại hắn trên chiến trường và sau này cũng vô tình giết luôn Gambino. Sau khi những người đồng đội của Guts bị Griffith phản bội và sử dụng làm vật hiến tế cho God Hand, anh quyết tâm lên đường tìm Griffith để trả thù. Khao khát báo thù này cũng là lý do chính để Guts tồn tại, trước khi anh nhận ra sai lầm của bản thân.
Tôn giáo cũng được đề cập đến trong bộ truyện, chủ yếu thông qua nhân vật Farnese và Mozgus. Miura nói rằng ông xây dựng thẩm giáo viên Mozgus dựa trên ý tưởng về một tính cách cứng nhắc để tạo thành kiểu nhân vật cuồng tín tôn giáo đến mức không còn sự mềm mỏng. Farnese đóng vai trò là bù nhìn của Hội Hiệp sĩ Iron Chain, được giao nhiệm vụ giúp Mozgus truy lùng và hành quyết những kẻ dị giáo. Sau lần đụng độ với Guts, Farnese cảm thấy càng lúc càng khó xử trong việc liệu có nên tiếp tục duy trì đức tin bất chấp những hành động tàn bạo mà mình từng làm. Guts thì ngược lại, anh luôn quyết đoán trong hành động, không thèm đếm xỉa gì đến nỗi nghi ngờ hay sợ hãi. Guts kịch liệt lên án tư tưởng của những người theo Tòa Thánh, đặc biệt là hành động cầu nguyện, cho rằng hành động chắp tay nguyện sẽ khiến họ không thể chiến đấu. Farnese cuối cùng cũng từ bỏ việc tin tưởng và cứng nhắc vào đức tin của mình. Sau khi trận chiến giữa Mozgus và Guts kết thúc, Farnese quyết định đi theo Guts để tìm kiếm mục đích mới của cuộc đời.

## Xuất bản
Berserk được đăng lần đầu trên tạp chí Monthly Animal House của Hakusensha vào tháng 10 năm 1989 (số ra tháng 10). Ngày 26 tháng 11 năm 1990, Hakusensha xuất bản tập tankōbon đầu tiên của Berserk dưới ấn hiệu Jets Comics. Năm 1992, Monthly Animal House được đổi tên thành Young Animal, và các hồi truyện mới vẫn được phát hành thất thường trên tạp chí bán nguyệt san này. Tháng 6 năm 2016, ấn hiệu Jets Comics đổi tên thành Young Animal Comics và 37 tập đầu của Berserk được tái xuất bản với bìa mới. Tính đến ngày 29 tháng 9 năm 2023 đã có 42 tập được xuất bản. Tập 41 được phát hành vào ngày 24 tháng 12 năm 2021 tại thị trường Nhật Bản bao gồm phiên bản thường và phiên bản đặc biệt (tặng kèm 1 bức tranh Canvas khổ B5 và 1 Drama CD).
Hồi truyện 364 được phát hành vào ngày 10 tháng 9 năm 2021, trở thành hồi truyện đầu tiên được ra mắt sau khi tác giả Miura Kentaro qua đời. Ngoài 29 trang truyện và một tấm poster "ghi lại những khoảnh khắc đáng nhớ", một cuốn booklet với những bức họa tri ân được thực hiện bởi nhiều mangaka thân thiết với Miura lúc ông con sống cũng được tặng kèm. Tác phẩm được tái đăng tải dài kỳ bắt đầu từ hồi 365, phát hành vào ngày 24 tháng 6 năm 2022 với bàn tay minh họa của đội ngũ trợ lý Studio Gaga và sự giám sát của họa sĩ Mori Kouji.
Tại Bắc Mỹ, Dark Horse Comics, cùng với Digital Manga Publishing ra công bố đã mua bản quyền manga vào năm 2003. Tập đầu tiên xuất bản vào ngày 22 tháng 10 năm 2003. Tính đến ngày 25 tháng 9 năm 2019, hiện có 40 tập đã được xuất bản. Tháng 9 năm 2018, Dark Horse Comics công bố phiên bản cao cấp của Berserk, có bìa cứng và bản in lớn hơn, với tập đầu tiên (tập hợp các tập gốc từ 1–3) phát hành vào ngày 27 tháng 2 năm 2019.

## Truyền thông

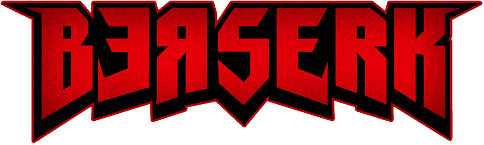
Logo của Berserk

### Anime

#### Loạt anime đầu tiên (1997–1998)
Berserk được chuyển thể thành loạt anime truyền hình dài 25 tập, Nippon Television và VAP là nhà sản xuất, Oriental Light and Magic lo liệu phần hình ảnh hoạt họa và Takahashi Naohito là đạo diễn bộ phim. Loạt phim bắt đầu với arc Kiếm Sĩ Đen, sau đó tiếp tục chuyển thể Golden Age và kết thúc lơ lửng ở gần cuối sự kiện Thiên thực. Anime được phát sóng trên Nippon TV tại Nhật Bản từ ngày 8 tháng 10 năm 1997 đến ngày 1 tháng 4 năm 1998.

#### Loạt phim điện ảnh (2012–2013)
Arc Golden Age của Berserk được Studio 4°C chuyển thể thành bộ ba anime điện ảnh. Bộ phim đầu tiên với tựa The Egg of the King công chiếu tại Nhật Bản vào ngày 4 tháng 2 năm 2012. Bộ phim thứ 2 tên là Tử chiến thành Doldrey (The Battle for Doldrey) công chiếu tại Nhật Bản vào ngày 23 tháng 6 năm 2012. The Advent là bộ phim thứ 3 công chiếu tại Nhật Bản vào ngày 1 tháng 2 năm 2013.

#### Loạt anime thứ hai (2016–2017)
Anime truyền hình chuyển thể thứ hai của Berserk do Liden Films sản xuất và diễn hoạt bởi GEMBA và Millepensee. Mùa đầu tiên dài 12 tập bao quát arc Conviction của manga. Nó được phát sóng trên khối chương trình anime Animeism của Wowow và MBS từ ngày 1 tháng 7 đến ngày 16 tháng 9 năm 2016. Mùa thứ hai dài 12 tập bao gồm arc Falcon of the Millennium Empire phát sóng từ ngày 7 tháng 4 đến ngày 23 tháng 6 năm 2017.

### Trò chơi điện tử
Hai trò chơi điện tử đầu tiên dựa trên Berserk đều do Yuke's phát triển. Trò chơi đầu tiên có tựa đề Berserk Millennium Falcon Arc: Chapter of the Lost Flowers được ASCII Corporation phát hành cho hệ máy Dreamcast tại Nhật Bản vào cuối năm 1999. Game được Eidos Interactive bản địa hóa cho khu vực phương Tây vào đầu năm 2000.
Trò chơi thứ hai tên là Berserk: Millennium Falcon Hen Seima Senki no Shō được Sammy Corporation phát hành tại Nhật Bản cho hệ máy PlayStation 2 vào năm 2004.
Spin-off lấy cảm hứng từ Berserk của loạt trò chơi Dynasty Warriors với tựa đề Berserk Musou phát hành tại Nhật Bản vào ngày 27 tháng 10 năm 2016, tại Hoa Kỳ vào ngày 21 tháng 2 năm 2017 cho nền tảng PlayStation 4, PlayStation Vita và PC thông qua Steam.

### Tiểu thuyết
Tiểu thuyết spin-off Berserk: Honō Ryū no Kishi do Fukami Makoto viết và Miura Kentaro minh họa phát hành vào ngày 23 tháng 6 năm 2017. Tác phẩm chủ yếu tập trung vào tông đồ của Quân Đoàn Chim Ưng mới là Grunbeld. Tại Bắc Mỹ, cuốn tiểu thuyết được Dark Horse xuất bản bằng tiếng Anh vào ngày 17 tháng 4 năm 2019.

### Sản phẩm truyền thông khác
Hakusensha đã phát hành quyển 5 artbook liên quan đến Berserk. Quyển đầu tiên là Kentaro Miura - Berserk Illustration Book phát hành vào ngày 26 tháng 2 năm 1997. Quyển thứ hai với tựa đề Berserk: Kenpū Denki – Kanzen Kaiseki-sho phát hành vào ngày 9 tháng 12 năm 1998. Quyển thứ ba tên là Berserk: War Cry – Postcard Collection phát hành vào ngày 20 tháng 8 năm 1998. Quyển thứ tư với tiêu đề Berserk: Visual & Story File là quyển artbook về trò chơi điện tử Berserk Millennium Falcon Arc: Chapter of the Lost Flowers, phát hành vào ngày 22 tháng 12 năm 1999. Quyển thứ năm với tựa đề The Artwork of Berserk tập trung vào những bản vẽ gốc sẽ xuất hiện tại triển lãm "Dai Berserk-ten" và cũng sẽ được bày bán trực tiếp trước tiên tại sự kiện này, bắt đầu từ ngày 10 tháng 9. Hakusensha còn phát hành sách hướng dẫn Berserk Official Guidebook vào ngày 23 tháng 9 năm 2016. Nó được phát hành tại Bắc Mỹ bởi Dark Horse vào ngày 19 tháng 9 năm 2018.
Bên cạnh trò chơi điện tử và artbook, Berserk còn kinh doanh nhiều sản phẩm ăn theo khác nhau. Tượng và mô hình cử động được sản xuất bởi Art of War, Prime 1 Studio và First 4 Figures. Konami tại Nhật Bản cũng phát hành trò chơi sưu tập thẻ Berserk. Max Factory đã sản xuất nhiều mô hình dòng figma dựa trên nhân vật trong series bao gồm Guts (phiên bản Kiếm Sĩ Đen, phiên bản Quân đoàn Chim ưng, và phiên bản Bộ Giáp Cuồng Nộ), Griffith (có cả phiên bản Femto), Casca và nhóm God Hand. Berserk cũng truyền cảm hứng cho 2 cỗ máy pachinko thể hiện CG của loạt phim điện ảnh hoạt hình gốc.
Để kỷ niệm việc Berserk xuất bản được 40 tập vào ngày 18 tháng 9 năm 2018, một video quảng cáo có nam diễn viên Matsuzaki Shigeru đóng vai Guts đã được phát trực tuyến.
Sự kiện đặc biệt "Dai Berserk-ten" nhằm kỉ niệm 30 năm ra mắt Berserk được công bố vào tháng 10 năm 2020. Ban đầu, nó được dự kiến tổ chức tại Trung tâm hội nghị A của khu phức hợp Sunshine City ở Ikebukuro, Tokyo từ ngày 30 tháng 1 đến ngày 15 tháng 2 năm 2021. Tuy nhiên, do lo ngại về đại dịch COVID-19 nên sự kiện bị hoãn tới tháng 9 năm 2021.

## Đón nhận
Tập truyện oneshot của Berserk ra mắt năm 1988 đã chiến thắng tại giải thưởng Manga-School lần thứ 7 của ComiComi. Manga liên tục lọt vào vòng chung kết của Giải thưởng Văn hóa Tezuka Osamu lần thứ 2 (1998), lần thứ 3 (1999), lần thứ 4 (2000), và lần thứ 5 (2001). Năm 2002, Berserk giúp cho Miura đoạt Giải thưởng cho sự xuất sắc tại Giải thưởng Văn hóa Tezuka Osamu lần thứ 6, ông được trao giải cùng với Inoue Takehiko, người giành Giải thưởng lớn cho manga Vagabond. Berserk là một trong những Tác phẩm được Ban giám khảo Đề xuất của mảng Manga tại Liên hoan Nghệ thuật truyền thông Nhật Bản lần thứ 5 (2001) và lần thứ 6 (2002). Đoạn phim quảng cáo thời lượng 15 giây với tựa đề Berserk: Birth of the Black Swordsman cho loạt anime truyền hình chuyển thể năm 2016 là một trong những Tác phẩm được Ban giám khảo đề xuất của mảng Giải trí tại Liên hoan Nghệ thuật truyền thông Nhật Bản lần thứ 20 (2017).
Năm 2016, Berserk đứng thứ 38 trong danh sách "Sách của năm" lần thứ 17 do tạp chí Da Vinci bình chọn. Tại cuộc bình chọn Manga Sōsenkyo năm 2021 của TV Asahi với số lượng 150.000 người bình chọn cho top 100 bộ manga hàng đầu, Berserk đứng thứ 91.
Berserk giành chiến thắng tại giải thưởng Anime & Manga Grand Prix của AnimeLand cho hạng mục Seinen kinh điển hay nhất vào các năm 2008, 2009, và 2013.

### Doanh số
Berserk tập 33–40 xuất hiện trong top 5 của bảng xếp hạng manga hàng tuần Oricon từ năm 2008 đến năm 2018. Tập 34 và 40 lần lượt đứng thứ nhất vào năm 2009 và năm 2018. Tính đến tháng 7 năm 2015, manga có hơn 27 triệu bản in tại Nhật Bản và 8 triệu bản ở nước ngoài. Tính đến tháng 1 năm 2016, manga có hơn 40 triệu bản được phát hành. Tính đến tháng 5 năm 2021, manga đã có hơn 50 triệu bản được phát hành, bao gồm cả phiên bản kỹ thuật số. Berserk nhận được Giải thưởng xuất sắc tại Denshi Shoseki Taishō (Giải thưởng Sách điện tử) của Hakusensha. Giải thưởng này là dành cho những manga kỹ thuật số bán chạy nhất của Hakusensha tính từ ngày 1 tháng 7 năm 2014 đến ngày 30 tháng 6 năm 2015.
Tháng 3 năm 2017, giám đốc xuất bản và cấp phép quốc tế của Dark Horse Comics là Michael Gombos thông báo rằng Berserk là sản phẩm bán chạy nhất mọi thời đại của họ (không chỉ gói gọn trong manga), soán luôn cả ngôi vị của Kozure Ōkami. Berserk đã bán được gần 2 triệu bản tại Bắc Mỹ tính đến tháng 9 năm 2018. Sau khi tin tức về Miura qua đời được công bố vào tháng 5 năm 2021, Anime News Network thông báo rằng tám tập đầu của phiên bản cao cấp do Dark Horse phát hành lọt vào top 100 cuốn sách bán chạy nhất về tổng thể của Amazon.

### Đánh giá chuyên môn
Berserk nhìn chung được giới phê bình đánh giá cao. Zac Bertschy viết cho SciFi.com rằng "Miura Kentaro sáng tạo ra một câu chuyện không chỉ đen tối một cách khó chịu, mà nó còn có sức hút và tầm ảnh hưởng ở một chiều sâu hơn hầu hết mọi tựa manga có thể đạt tới". Bertschy ca ngợi cốt truyện và sự phát triển nhân vật, kết luận rằng "Berserk không dành cho người yếu tim, và nó phù hợp với gu của người hâm mộ manga trưởng thành thích chút máu me với hóng drama". Trong tác phẩm Manga: The Complete Guide, tác giả Jason Thompson chấm Berserk 4 trên 5 sao. Ông gọi nó là "sử thi về kiếm và phép thuật đẫm máu có hội tụ yếu tố của tác phẩm Hellraiser", đồng thời viết thêm rằng "thế giới đầy máu và bùn ở châu Âu thời Trung Cổ được tả rất chân thực—và vẽ chi tiết giống thật đến mức yếu tố kỳ ảo đen tối đan xen vào nó, tạo ra sự kinh dị một cách từ từ, ló rạng". Trong một bài báo khác cho Anime News Network, Thompson viết rằng Berserk khởi đầu là "một câu chuyện về kiếm sĩ đơn độc, đi khắp thế gian để rửa sạch quái vật bằng mồ hôi và máu", sau đó lại đổi hướng thành "game nhập vai kỳ ảo với nhóm anh hùng bao gồm pháp sư, đạo tặc, đấu sĩ, vài con elf,...". Ông bình luận rằng Miura rõ ràng đang "hướng bộ truyện tới nhóm độc giả trẻ tuổi hơn". Dù vậy, Thompson "vẫn ấn tượng với phong cách vẽ tuyệt vời của Miura và khả năng tạo ra một cốt truyện dài như vậy với rất nhiều ý tưởng và gần như không thể lấp đầy thêm." Viết cho Crunchyroll, Matt Fagaly phân tích việc Berserk sử dụng trope của shōnen và shōjo manga trong chương Lost Children (từ tập 14–16) tạo ra "lối kể chuyện hoàn toàn mới mẻ và gây xúc động". Brittany Vincent của Otaku USA nói rằng: "Không còn nghi ngờ gì, Berserk là một trong những tác phẩm kỳ ảo kiểu phương Tây độc đáo và lôi cuốn nhất mọi thời đại". Eric Frederiksen viết trên SyFy Wire rằng: "Berserk là một trong những bộ manga dài nhất, và luôn là một trong những loạt truyện đen tối nhất, nhưng có cũng đồng thời là một trong những tác phẩm giàu cảm xúc nhất và đáng đọc nhất".

#### Phong cách vẽ
Phong cách vẽ của Miura Kentaro cũng được giới chuyên môn đón nhận tích cực. Bertschy đánh giá rằng phong cách vẽ của Berserk "thực sự sáng sủa", "những đường gạch chéo, mức độ chi tiết, tất cả đều đáng kinh ngạc. Mỗi trang là một tác phẩm nghệ thuật, mỗi cảnh được vẽ với độ tập trung tối đa đến từng chi tiết và bầu không khí". Ông so sánh nét vẽ này với truyện tranh kinh dị thập niên 1950 của EC Comics và cảm thấy nó ăn khớp với "bản chất ghê rợn" của loạt truyện này. Thompson viết rằng phong cách nghệ thuật "kết hợp những cảnh bạo lực cận cảnh được vẽ bằng nét bút lông bắn tung tóe, với những khung cảnh rộng thể hiện lâu đài và quân đội được vẽ chi tiết cầu kỳ". Tạp chí Publisher Weekly nhận xét: "tác phẩm này có phong cách đặc trưng của manga thập niên 1980, với lời thoại thưa thớt, các pha hành động ngoạn mục và nét vẽ nhân vật đầy cứng cỏi. Việc tô đen bằng bút chì và đổ bóng góp phần mang đến một sắc thái quái gở". Serdar Yegulalp viết cho Advanced Media Network rằng phong cách vẽ của những tập đầu "hơi thô và kém bóng bẩy hơn những tập sau", nhưng sau 8 tập thì "hiếm có trang nào kém đẹp mắt". Ông nhấn mạnh rằng "sự quan tâm say mê của Miura đến từng chi tiết trên hầu khắp trang giấy hoặc khung tranh thật đáng sửng sốt". Trong một bài báo cho Anime News Network, Casey Brienza viết: "Phong cách nghệ thuật của Miura cực kỳ tinh tế, đáng chú ý, vẽ mà không có sự hỗ trợ của đội ngũ trợ lý nào. Và ngay cả khi ông ấy đã vẽ tốt ngay từ những trang đầu của tập 1, ông vẫn không ngừng tiến bộ trong nhiều năm ròng vẽ tranh cho Berserk". Satyajit Chetri của Rolling Stone mô tả dị giới mà Miura vẽ trong arc đầu tiên là "thứ gì đó mà M. C. Escher khi phê thuốc sẽ vẽ ra", ghi nhận sự tôn kính đối với Hellraiser của Clive Barker và Cthulhu Mythos của H. P. Lovecraft. Chetri gọi Miura là "người kể chuyện tuyệt vời với phong cách vẽ trơ trọi và rõ nét đến mức có thể khiến cho thế giới của Guts trở nên sống động một cách tráng lệ". Viết cho IGN, Bruna Penilhas nhận xét rằng độ chi tiết của bức tranh mà Miura vẽ là "ấn tượng từ đầu chí cuối", khen ngợi tạo hình và đặc trưng nhân vật. Penilhas viết thêm rằng Miura có thể "minh họa hoàn hảo các cá tính và cảm xúc nhân vật như đau đớn, giận dữ và buồn rầu". Alex Traub của The New York Times đối chiếu tranh vẽ của Miura với tranh vẽ của Hieronymus Bosch, đặc biệt là bức tranh của Miura về "những hình tượng con người nhỏ bé tràn tới chiếm trọn những cảnh quan kỳ quái đến không tưởng", viết thêm rằng "Ông Miura nổi tiếng với phong cách hùng vĩ, khải huyền; [với] hình ảnh đặc trưng – một thanh cự kiếm, một con quái vật khuất trong bóng tối – có thể khiến cho người hâm mộ dễ dàng nhận ra ngay".

## Di sản

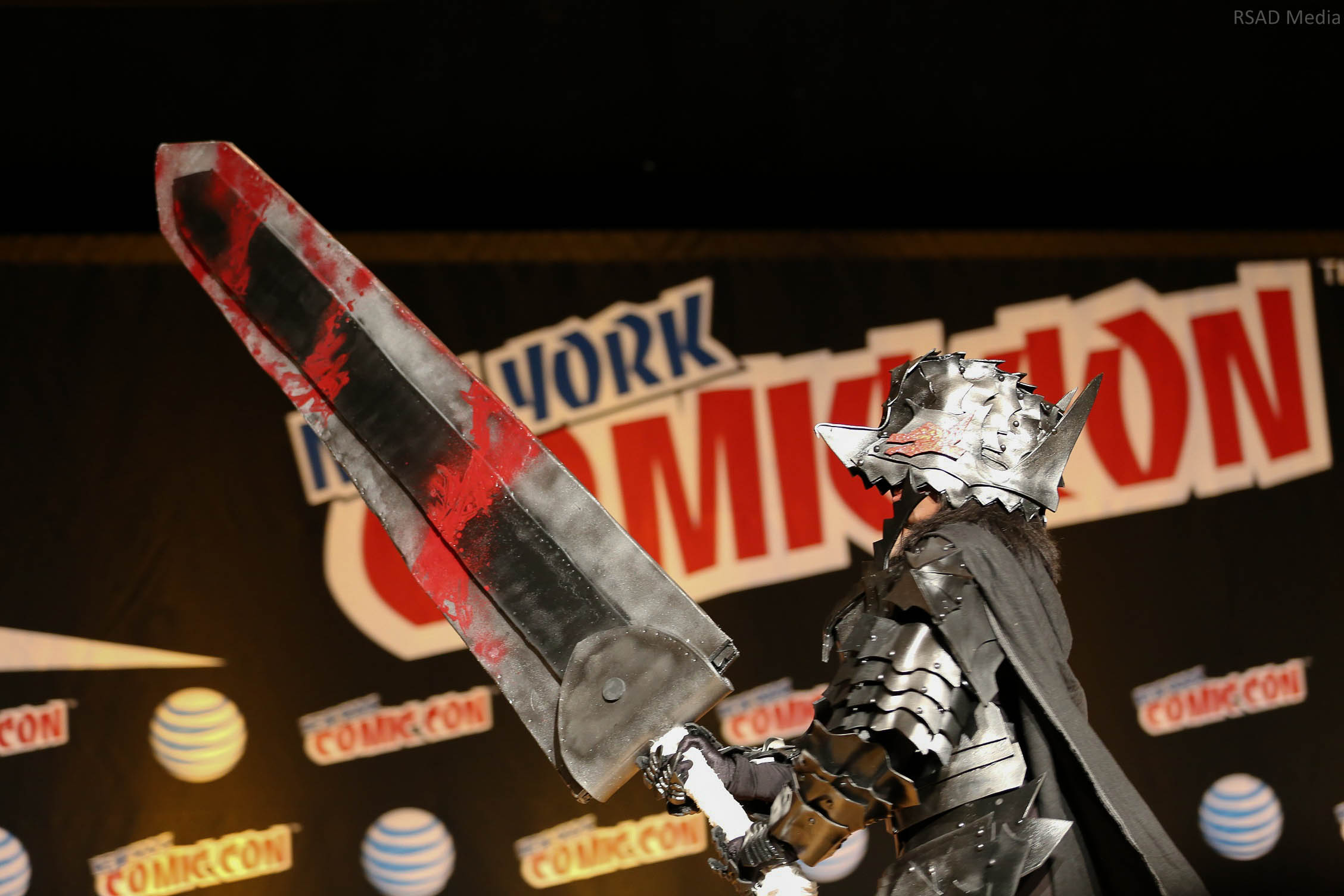
Cosplay nhân vật Guts tại New York Comic Con năm 2015

Berserk được coi là một trong những tác phẩm kỳ ảo đen tối có tầm ảnh hưởng nhất. Trong một bài luận về di sản và tầm ảnh hưởng của Berserk, Peter Fobian gọi tác phẩm là "một di sản đồ sộ không chỉ dành riêng cho anime và manga, mà còn đối với cả văn học kỳ ảo, trò chơi điện tử, khiến bạn phải gọi tên nó". Ông so sánh mức độ ảnh hưởng của Berserk với Blade Runner, nói thêm rằng "Thật khó để tưởng tượng thế giới sẽ ra sao nếu không có nó, và những gì mà series đã truyền cảm hứng đối với nhiều thế hệ sáng tạo".
Theo ký giả kiêm biên tập viên Shimada Kazushi, những series như Cang giả kim thuật sư, Đại chiến Titan, Thanh gươm diệt quỷ, Jujutsu Kaisen sẽ không tồn tại nếu như không có Berserk. Một số tác giả manga kỳ ảo đen tối thừa nhận chịu ảnh hưởng từ Berserk bao gồm Isayama Hajime (Đại chiến Titan), Kato Kazue (Lam hỏa diệt quỷ), Toboso Yana (Hắc Quản gia). Yukimura Makoto (Vinland Saga), Tabata Yūki (Black Clover), và Narita Ryōgo (Baccano! và Durarara!!) cũng được truyền cảm hứng từ Berserk. Trong một cuộc phỏng vấn, nhà sản xuất phim truyền hình Castlevania (2017) là Adi Shankar trả lời rằng anh muốn chuyển thể Berserk, gọi phong cách vẽ "siêu chi tiết" của Miura "thực sự là tuyệt tác". Trợ lý đạo diễn của Castlevania là Adam Deats nói rằng chương trình này khơi nguồn cảm hứng từ Berserk.
Ramsey Isler của IGN tuyên bố rằng Guts "là khuôn mẫu cho nhiều anh hùng xuất hiện sau anh", nói thêm rằng "thanh kiếm to một cách vô lý mà anh vác" đã trở thành xu hướng, truyền bá sang các nhân vật như Cloud Strife của Final Fantasy VII và Kurosaki Ichigo của Bleach.
Berserk cũng truyền cảm hứng cho nhiều trò chơi điện tử, bao gồm series Dynasty Warriors, series Final Fantasy (đặc biệt là Final Fantasy VII và XIV), series Souls, game Bloodborne, và series Devil May Cry cùng với trò chơi Dragon's Dogma của Capcom.
Ban nhạc heavy metal Phần Lan tên là Battle Beast đã viết những bài hát về Berserk, bao gồm một số bài trong album cùng tên với ban nhạc vào năm 2013. Khi nghệ sĩ guitar Anton Kabanen rời Battle Beast vào năm 2015, anh thành lập Beast in Black và tiếp tục viết bài hát về series. Ban nhạc deathcore Brand of Sacrifice phát hành album God Hand vào năm 2019. Cả ban nhạc và album đều chịu ảnh hưởng mạnh từ Berserk.